# Campeonato mundial de hockey sobre patines femenino de 2000
El V Campeonato mundial de hockey sobre patines femenino se celebró en Marl, Alemania, entre el 8 de octubre de 2000 y el 14 de octubre de 2000.
En el torneo, realizado en Marl, participaron las selecciones de hockey de 15 países, repartidas en la primera ronda en 4 grupos.
La final del campeonato fue disputada por las selecciones de España campeona en 2 ocasiones y Portugal. El partido lo ganó España por 2 goles a 0.
En tanto, el equipo de Argentina obtuvo el tercer lugar al derrotar por 2:0 al seleccionado de Alemania.

## Equipos participantes
15 seleccionados nacionales participaron del torneo, de los cuales 5 equipos eran de América, 7 eran de Europa 1 eran asiáticos, 1 de Oceanía y 1 de África.
| Alemania  | Colombia       | Francia      | México   |
| Argentina | Egipto         | Países Bajos | Portugal |
| Australia | España         | Inglaterra   | Suiza    |
| Brasil    | Estados Unidos | Japón        |          |

## Resultados

### Grupo A
| Equipo     | Pts | PJ | PG | PE | PP | GF | GC | Dif |
| ---------- | --- | -- | -- | -- | -- | -- | -- | --- |
| Argentina  | 6   | 3  | 3  | 0  | 0  | 25 | 2  | 23  |
| Suiza      | 4   | 3  | 2  | 0  | 1  | 11 | 12 | -1  |
| Inglaterra | 2   | 3  | 1  | 0  | 2  | 8  | 14 | -6  |
| Colombia   | 0   | 3  | 0  | 0  | 3  | 7  | 23 | -16 |

| Argentina  | 8:1  | Suiza      |
| Inglaterra | 6:4  | Colombia   |
| Suiza      | 4:2  | Inglaterra |
| Colombia   | 1:11 | Argentina  |
| Suiza      | 6:2  | Colombia   |
| Argentina  | 6:0  | Inglaterra |

### Grupo B
| Equipo         | Pts | PJ | PG | PE | PP | GF | GC | Dif |
| -------------- | --- | -- | -- | -- | -- | -- | -- | --- |
| Portugal       | 6   | 3  | 3  | 0  | 0  | 24 | 0  | 24  |
| Estados Unidos | 3   | 3  | 1  | 1  | 1  | 4  | 16 | -12 |
| Japón          | 2   | 3  | 1  | 0  | 2  | 7  | 8  | -1  |
| México         | 1   | 3  | 0  | 1  | 2  | 2  | 13 | -11 |

| Portugal       | 13:0 | Estados Unidos |
| Japón          | 6:0  | México         |
| Estados Unidos | 2:1  | Japón          |
| México         | 0:5  | Portugal       |
| Portugal       | 6:0  | Japón          |
| Estados Unidos | 2:2  | México         |

### Grupo C
| Equipo       | Pts | PJ | PG | PE | PP | GF | GC | Dif |
| ------------ | --- | -- | -- | -- | -- | -- | -- | --- |
| Alemania     | 4   | 2  | 2  | 0  | 0  | 12 | 3  | 9   |
| Australia    | 2   | 2  | 1  | 0  | 1  | 5  | 7  | -2  |
| Países Bajos | 0   | 2  | 0  | 0  | 2  | 4  | 11 | -7  |

| Alemania     | 5:1 | Australia    |
| Países Bajos | 2:7 | Alemania     |
| Australia    | 4:2 | Países Bajos |

### Grupo D
| Equipo  | Pts | PJ | PG | PE | PP | GF | GC | Dif |
| ------- | --- | -- | -- | -- | -- | -- | -- | --- |
| España  | 6   | 3  | 3  | 0  | 0  | 20 | 0  | 20  |
| Brasil  | 4   | 3  | 2  | 0  | 1  | 41 | 1  | 40  |
| Francia | 2   | 3  | 1  | 0  | 2  | 13 | 12 | 1   |
| Egipto  | 0   | 3  | 0  | 0  | 3  | 0  | 61 | -61 |

| España  | 1:0  | Brasil  |
| Francia | 13:0 | Egipto  |
| Brasil  | 6:0  | Francia |
| Egipto  | 0:13 | España  |
| Brasil  | 35:0 | Egipto  |
| España  | 6:0  | Francia |

## Fase final
|  | Cuartos de final | Cuartos de final |           |           | Semifinales  | Semifinales  |  |  | Final | Final |
|  |                  |                  |           |           |              |              |  |  |       |       |
|  |                  |                  |           |           |              |              |  |  |       |       |
|  |                  |                  |           |           |              |              |  |  |       |       |
|  | Alemania         | 2 (3)            |           |           |              |              |  |  |       |       |
|  | Alemania         | 2 (3)            |           |           |              |              |  |  |       |       |
|  | Brasil           | 2 (2)            |           |           |              |              |  |  |       |       |
|  | Brasil           | 2 (2)            | Alemania  | 0         |              |              |  |  |       |       |
|  |                  |                  | Alemania  | 0         |              |              |  |  |       |       |
|  |                  | Portugal         | 1         |           |              |              |  |  |       |       |
|  | Portugal         | Portugal         | 1         | 1         |              |              |  |  |       |       |
|  | Portugal         |                  |           | 1         |              |              |  |  |       |       |
|  | Suiza            | 0                |           |           |              |              |  |  |       |       |
|  | Suiza            | 0                | Portugal  | 0         |              |              |  |  |       |       |
|  |                  |                  | Portugal  | 0         |              |              |  |  |       |       |
|  |                  | España           | 2         |           |              |              |  |  |       |       |
|  | Argentina        | España           | 2         | 11        |              |              |  |  |       |       |
|  | Argentina        |                  |           | 11        |              |              |  |  |       |       |
|  | Estados Unidos   | 1                |           |           |              |              |  |  |       |       |
|  | Estados Unidos   | 1                | Argentina | 1 (1)     | Tercer lugar | Tercer lugar |  |  |       |       |
|  |                  |                  | Argentina | 1 (1)     |              |              |  |  |       |       |
|  |                  | España           | 1 (2)     |           |              |              |  |  |       |       |
|  | España           | España           | 1 (2)     | 3         | Alemania     | 0            |  |  |       |       |
|  | España           |                  |           | 3         | Alemania     | 0            |  |  |       |       |
|  | Australia        | 2                |           | Argentina | 2            |              |  |  |       |       |
|  | Australia        | 2                |           |           | 2            |              |  |  |       |       |
|  |                  |                  |           |           |              |              |  |  |       |       |
|  |                  |                  |           |           |              |              |  |  |       |       |

## Clasificación final
| Posición | Equipos      |
| -------- | ------------ |
|          | España       |
|          | Portugal     |
|          | Argentina    |
| 4        | Alemania     |
| 5        | Brasil       |
| 6        | Australia    |
| 7        | Suiza        |
| 8        | Brasil       |
| 9        | Inglaterra   |
| 10       | Países Bajos |
| 11       | Japón        |
| 12       | Francia      |
| 13       | Colombia     |
| 14       | México       |
| 15       | Egipto       |